# Lehre
Lehre es un municipio situado en el distrito de Helmstedt, en el estado federado de Baja Sajonia (Alemania), a una altitud de 80 metros. Su población a finales de 2015 era de unos 12 000 habitantes y su densidad poblacional, 170 hab/km².
Se encuentra ubicado a poca distancia al oeste del estado de Sajonia-Anhalt.